# بوشیتسه
بوشیتسه (به چکی: Bošice) یک منطقهٔ مسکونی در جمهوری چک است که در ناحیه پراخاتیتسه واقع شده‌است. بوشیتسه ۸٫۳۳ کیلومتر مربع مساحت و ۲۹۳ نفر جمعیت دارد و ۵۸۸ متر بالاتر از سطح دریا واقع شده‌است.